# Domenico Panetti

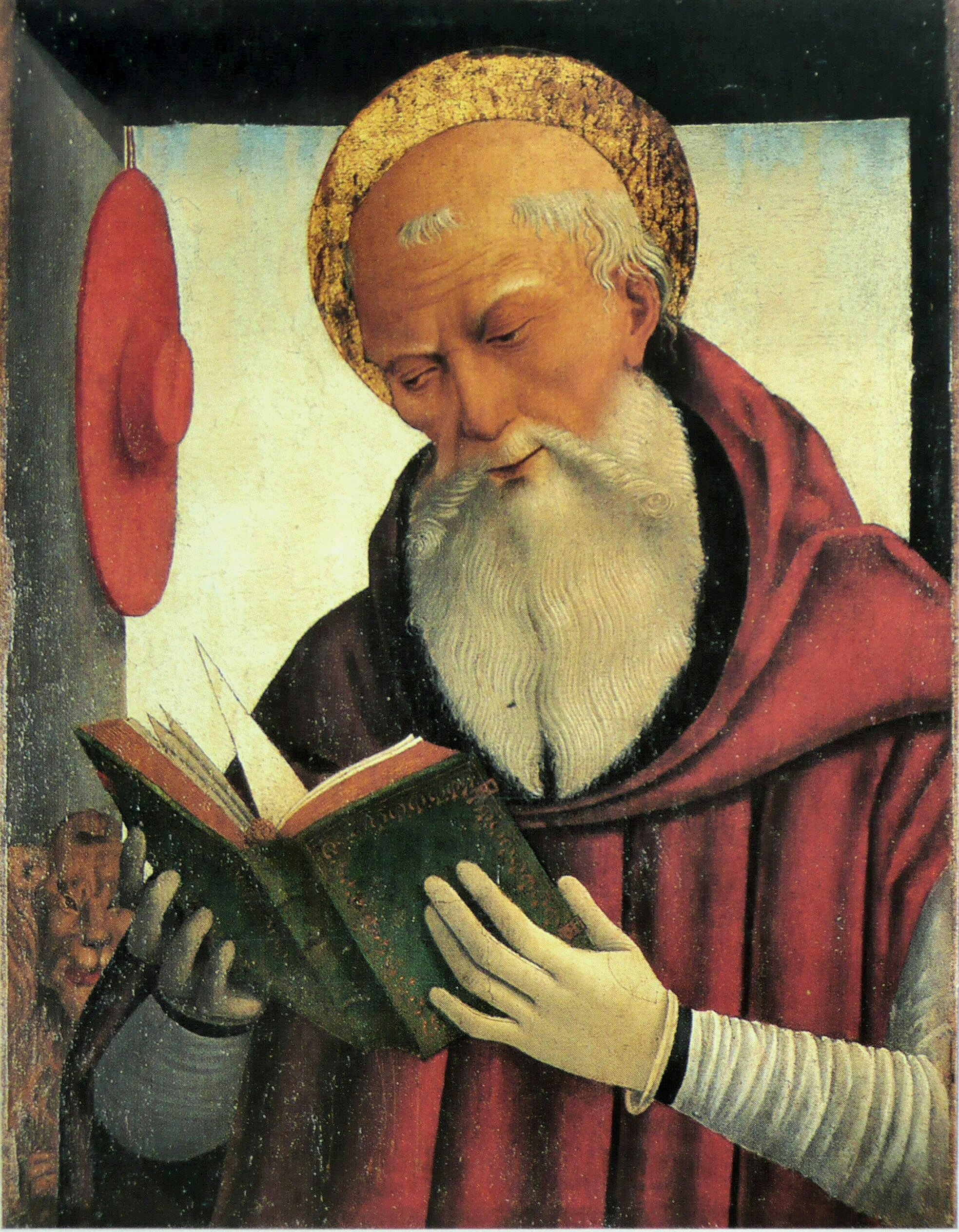
Domenico Panetti, Święty Hieronim ze Strydonu, Muzeum Jacquemart-Andre, Abbaye de Chaalis.

Domenico Panetti (ur. 1460, zm. 1530) – włoski malarz działający w okresie wczesnego odrodzenia w okolicach Ferrary.
Większość faktów z jego życia i działalności pozostaje nieznana. Do nielicznych zachowanych dzieł malarza należą freski Zdjęcie z krzyża w kościele San Nicolò w Ferrarze oraz Nawiedzenie w tamtejszym kościele franciszkańskim.